# Lampa obrazowa

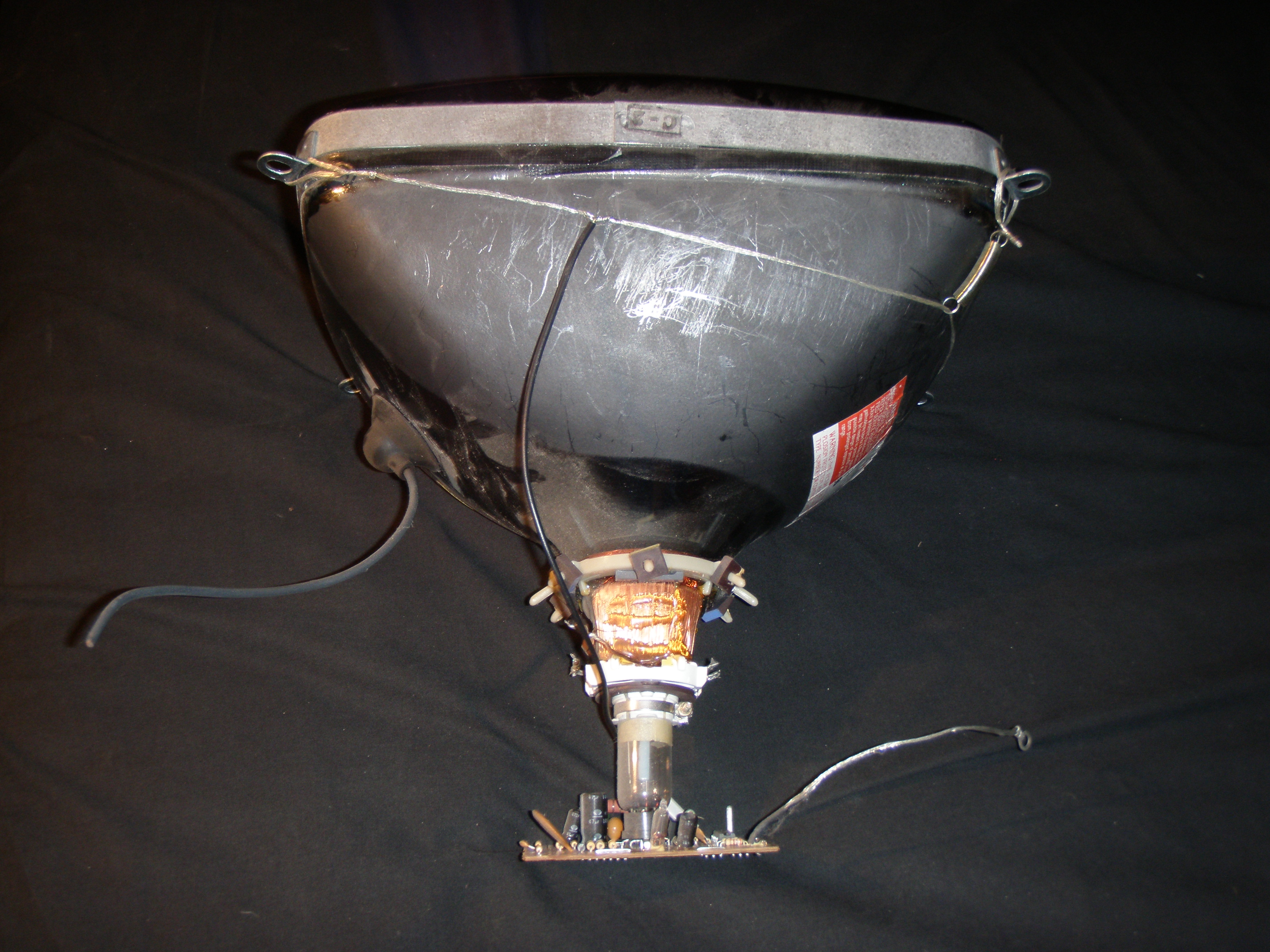
Lampa obrazowa (kineskop) stosowana w dawnych telewizorach i monitorach CRT komputerów

Lampa obrazowa – lampa elektronowa wyposażona w ekran, na którym możliwe jest wyświetlenie obrazu za pomocą wiązki elektronów. Składa się z trzech podstawowych elementów: źródła elektronów – katody, elektrod ogniskujących i sterujących oraz ekranu pokrytego luminoforem, na którym tworzony jest obraz. W zależności od metody odchylania strumienia elektronów, lampy obrazowe dzielą się na lampy oscyloskopowe z odchylaniem elektrostatycznym oraz kineskopy i lampy radaroskopowe z odchylaniem magnetycznym. Pierwowzorem lamp obrazowych była "rura Brauna" wynaleziona jeszcze w roku 1897.